# Station Nogent-sur-Seine
Station Nogent-sur-Seine is een spoorwegstation in de Franse gemeente Nogent-sur-Seine.

## Treindienst
| Serie      | Treinsoort | Route | Bijzonderheden                                         |
| ---------- | ---------- | --- | ------------------------------------------------------ |
| TER 836400 | TER (SNCF) | Paris-Est – Nogent-sur-Seine – Troyes – Chaumont – Culmont-Chalindrey – Vittel                                  | Rijdt op vrijdagen en zondagen van april tot november. |
| K 4        | TER (SNCF) | Paris-Est – Nogent-sur-Seine – Romilly-sur-Seine – Troyes – Vesoul – Lure – Belfort – Altkirch – Mulhouse-Ville |                                                        |